# Nhandereko

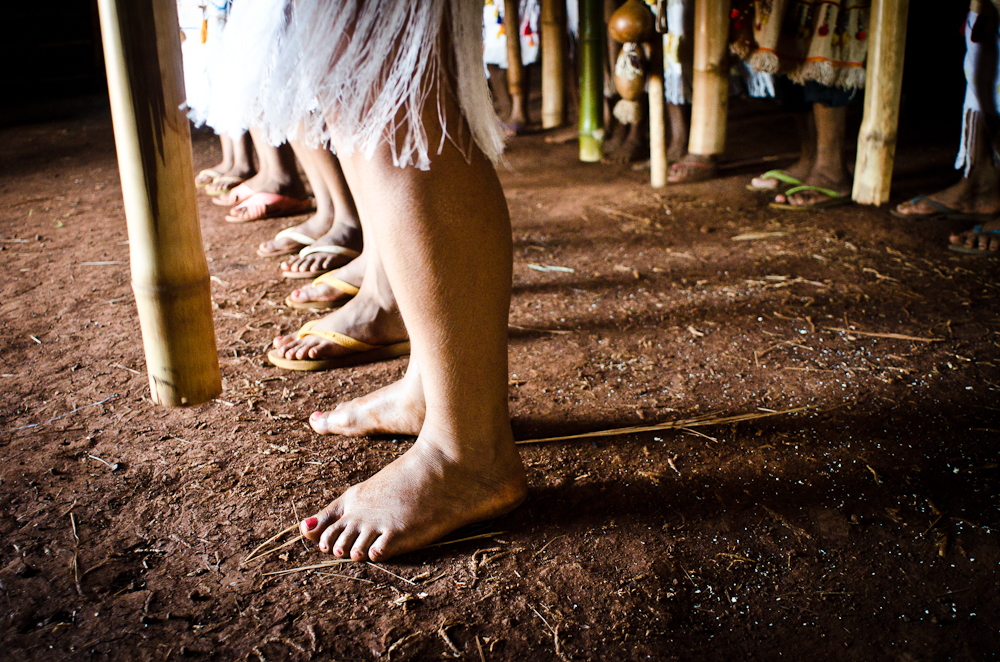
Modo de vida do povo Guarani Kaiowá

Em tradução simples, Nhandereko ou Nhanderekó significa "modo de vida do povo guarani".
Representa onde a vida está e o relacionamento da vida com tudo que existe: os corpos, o espaço e o ambiente. Assim, Nhandereko está interligado com todo o território, que para o povo Guarani representa a vida, contemplando todos os seres vivos, florestas, rios, plantas e animais.

## Definições
De acordo com Macedo (2012), nhande significa "nossa" e reko significa "vida", de forma que Nhandereko representa "nossa vida".
Segundo Kerexu Yxapyry, a primeira cacica Guarani reconhecida no Brasil e Coordenadora Executiva da Articulação dos Povos Indígenas do Brasil:
Nhanderekó para nós é um sistema de vida e para esse sistema de vida funcionar tem que estar tudo interligado. (...) Você tem que saber o que você está fazendo, para que você está fazendo, porque.— Kerexu Yxapyry
Este conceito possui similaridade com o Bem Viver (ou Sumak Kawsay, em quíchua), que representa a filosofia de vida dos povos ameríndios andinos. Segundo o escritor equatoriano Alberto Acosta:
O Bem Viver representa a vida em pequena escala, sustentável e equilibrada, como meio necessário para garantir uma vida digna para todos e a própria sobrevivência da espécie humana e do planeta.— Alberto Acosta, O bem viver: uma oportunidade para imaginar outros mundos
Nhandereko é geralmente considerado um termo oposto ao "modo de ser dos brancos", o djuruareko (djuruá representa os brancos ou não indígenas).
Para alguns estudiosos, o termo se aproxima do conceito ocidental de cultura, representando aspectos da alimentação, produção, habitação, relacionamento e preceitos religiosos. Além disso, de acordo com etnólogos, o modo de viver Guarani é essencialmente religioso, permitindo então se relacionar o termo Nhandereko com a cosmologia e religiosidade desse povo.
Para a cosmologia guarani, Nhanderu criou o povo guarani e arandua (sabedoria e conhecimento) para que o Nhandereko fosse possível, desde a ocupação do território até o respeito com o manejo em relação à natureza. Para a líder Jerá Guarani, da Terra Indígena Tenondé Porã no extremo sul da cidade de São Paulo, esse modo de vida consiste na convivência harmoniosa com a natureza, protegendo o meio ambiente e respeitando as outras formas de vida físicas e espirituais, que são os guardiões de cada ser existente: rios, animais, árvores, pedras, cachoeiras e nascentes.
O conceito Nhandereko vai também além da vivência em comunidade já que abrange um modo de vida existente a milhares de anos e que resiste inclusive ao colonialismo.